# Ринек (Вармінсько-Мазурське воєводство)
Ринек (пол. Rynek, нім. Rynnek) — село в Польщі, у гміні Ґродзічно Новомейського повіту Вармінсько-Мазурського воєводства.
Населення — 236 осіб (2011).
У 1975-1998 роках село належало до Торунського воєводства.

## Демографія
Демографічна структура станом на 31 березня 2011 року:
|          | Загалом | Допрацездатний вік | Працездатний вік | Постпрацездатний вік |
| -------- | ------- | ------------------ | ---------------- | -------------------- |
| Чоловіки | 124     | 39                 | 73               | 12                   |
| Жінки    | 112     | 27                 | 56               | 29                   |
| Разом    | 236     | 66                 | 129              | 41                   |